# 哈氏孔頭鯛
哈氏孔頭鲷，为輻鰭魚綱奇鯛目大鱗鲷科的其中一種。分布於東南大西洋海域，屬深海魚類，本魚在頭部有圓頭的角，鱗片呈現出囊狀。背鰭硬棘3枚；背鰭軟條14至16枚；臀鰭硬棘1枚；臀鰭軟條8枚，體長可達2.5公分。

## 扩展阅读
維基物種上的相關：哈氏孔頭鲷